# Subotički nogometni podsavez
Subotički nogometni podsavez (SLP) je bio nogometni podsavez Jugoslavenskog nogometnog saveza. Osnovan je 3. listopada 1920. godine u Subotici.

## Povijest
Njegova utemeljiteljica je bio nogometni klub subotičkih Hrvata Bačka.
Savez je utemeljila temeljem dopisa JNS-a od 13. lipnja 1920. kojim ju je ovlastio osnovati nogometni savez za Vojvodinu kojem bi sjedište bilo u Subotici. Uz to je JNS obvezao sve klubove s područja Vojvodine da pri tome moraju poduprijeti NK Bačku bez ikakve zadrške.
Prvi predsjednik SLP-a je bio poznati dužnosnik Fabijan Malagurski, potpredsjednik Martin Horvacki, tajnici su bili Ivan Marcikić i Šimun Beneš, a blagajnik Đuka Marković. 
Na području Vojvodine su u to vrijeme postojala 22 kluba. Radi organiziranja natjecanja klubove se je podijelilo u tri razreda. 
Članovi I. razreda su bili: Bačka, SAND, Subotički tjelovježbački klub Bunjevac, Subotičko sportsko društvo, Subotičko nogometno društvo Građanski, svi iz Subotice, te Somborsko jugoslovensko sportsko društvo iz Sombora, Žomboljsko sportsko društvo iz Žombolje i Kulsko atletičko nogometno društvo iz Kule.
Kasnije se ovom savezu priključio novoosnovani ŽAK.
Ostali članovi su bili Zrinjski, Konkordija, Jugoslavijom (fuzionirani SK Jugoslavija i SK Bunjevac), Bunjevački šport klub, Šport, Radnički, SMTC, Poštar, Bohemija i drugi.
Krajem 1930-ih Bačka je istupila iz saveza.

## Natjecanja
SLP je imao svoju reprezentaciju, koju su uglavnom činili igrači subotičke Bačke. Najviše nastupa su imali Nesto Kopunović-Netoj, Beno Cvijanov i Remija Marcikić-Kapetan.